# Zaskale (Sainte-Croix)
Pour l’article homonyme, voir Zaskale (Petite-Pologne).
Zaskale est une localité polonaise de la gmina de Łączna, située dans le powiat de Skarżysko en voïvodie de Sainte-Croix.